# Liste des représentants des États-Unis pour l'Arizona
Depuis 2013, l'État d'Arizona dispose de neuf représentants à la Chambre des représentants des États-Unis.

## Délégation au119econgrès(2025-2027)
| District et Nom | District et Nom  | District et Nom  | Début du mandat                             | Parti       |
| --------------- | ---------------- | ---------------- | ------------------------------------------- | ----------- |
| 1er district    | David Schweikert | David Schweikert | 3 janvier 2011 (14 ans, 2 mois et 20 jours) | Républicain |
| 2e district     | Eli Crane        | Eli Crane        | 3 janvier 2023 (2 ans, 2 mois et 20 jours)  | Républicain |
| 3e district     | Yassamin Ansari  |                  | 3 janvier 2025 (2 mois et 20 jours)         | Démocrate   |
| 4e district     | Greg Stanton     | Greg Stanton     | 3 janvier 2019 (6 ans, 2 mois et 20 jours)  | Démocrate   |
| 5e district     | Andy Biggs       | Andy Biggs       | 3 janvier 2017 (8 ans, 2 mois et 20 jours)  | Républicain |
| 6e district     | Juan Ciscomani   | Juan Ciscomani   | 3 janvier 2023 (2 ans, 2 mois et 20 jours)  | Républicain |
| 7e district     | Vacant           | Vacant           | 13 mars 2025 (10 jours)                     |             |
| 8e district     | Abraham Hamadeh  |                  | 3 janvier 2025 (2 mois et 20 jours)         | Républicain |
| 9e district     | Paul Gosar       | Paul Gosar       | 3 janvier 2011 (14 ans, 2 mois et 20 jours) | Républicain |

### Démographie

#### Parti politique
- Six républicains
- Trois démocrates

#### Sexe
- Huit hommes (cinq républicains et trois démocrates)
- Une femme (une républicaine)

#### Ethnicité
- Sept Blancs (trois démocrates et quatre républicains)
- Un Latino (un démocrate)

#### Âge
- De 30 à 40 ans : un
- De 40 à 50 ans : un
- De 50 à 60 ans : deux
- De 60 à 70 ans : trois
- Plus de 70 ans : deux

#### Religions
- Catholicisme : sept
- Baptisme : un
- Mormonisme : un

## Délégations historiques

### Territoire de l'Arizona
| Congrès          | Délégués                     | Délégués |
| ---------------- | ---------------------------- | -------- |
| 38e congrès (en) | Charles Debrille Poston      | R        |
| 39e congrès (en) | John Noble Goodwin           | R        |
| 40e congrès (en) | Coles Bashford               | Ind.     |
| 41e congrès (en) | Richard Cunningham McCormick | U        |
| 42e congrès (en) | Richard Cunningham McCormick | U        |
| 43e congrès (en) | Richard Cunningham McCormick | U        |
| 44e congrès (en) | Hiram Sanford Stevens        | D        |
| 45e congrès (en) | Hiram Sanford Stevens        | D        |
| 46e congrès (en) | John Goulder Campbell        | D        |
| 47e congrès (en) | Granville Henderson Oury     | D        |
| 48e congrès (en) | Granville Henderson Oury     | D        |
| 49e congrès (en) | Curtis Coe Bean              | R        |
| 50e congrès (en) | Marcus Aurelius Smith        | D        |
| 51e congrès (en) | Marcus Aurelius Smith        | D        |
| 52e congrès (en) | Marcus Aurelius Smith        | D        |
| 53e congrès (en) | Marcus Aurelius Smith        | D        |
| 54e congrès (en) | Nathan Oakes Murphy          | R        |
| 55e congrès (en) | Marcus Aurelius Smith        | D        |
| 56e congrès (en) | John Frank Wilson            | D        |
| 57e congrès (en) | Marcus Aurelius Smith        | D        |
| 58e congrès (en) | John Frank Wilson            | D        |
| 59e congrès (en) | Marcus Aurelius Smith        | D        |
| 60e congrès (en) | Marcus Aurelius Smith        | D        |
| 61e congrès (en) | Ralph Henry Cameron          | R        |
| 62e congrès (en) | Ralph Henry Cameron          | R        |

### État de l'Arizona
| Congrès           | Représentants                | Représentants          | Représentants                   | Représentants            | Représentants     | Représentants                 | Représentants     | Représentants        | Représentants      | Représentants    | Représentants        | Représentants | Représentants     | Représentants | Représentants    | Représentants | Représentants      | Représentants |
| Congrès           | 1                            | 1                      | 2                               | 2                        | 3                 | 3                             | 4                 | 4                    | 5                  | 5                | 6                    | 6             | 7                 | 7             | 8                | 8             | 9                  | 9             |
| ----------------- | ---------------------------- | ---------------------- | ------------------------------- | ------------------------ | ----------------- | ----------------------------- | ----------------- | -------------------- | ------------------ | ---------------- | -------------------- | ------------- | ----------------- | ------------- | ---------------- | ------------- | ------------------ | ------------- |
| 62e congrès (en)  | Carl Hayden (D)              |                        | —                               | —                        | —                 | —                             | —                 | —                    | —                  | —                | —                    | —             | —                 | —             | —                | —             | —                  | —             |
| 63e congrès (en)  | Carl Hayden (D)              |                        | —                               | —                        | —                 | —                             | —                 | —                    | —                  | —                | —                    | —             | —                 | —             | —                | —             | —                  | —             |
| 64e congrès (en)  | Carl Hayden (D)              |                        | —                               | —                        | —                 | —                             | —                 | —                    | —                  | —                | —                    | —             | —                 | —             | —                | —             | —                  | —             |
| 65e congrès (en)  | Carl Hayden (D)              |                        | —                               | —                        | —                 | —                             | —                 | —                    | —                  | —                | —                    | —             | —                 | —             | —                | —             | —                  | —             |
| 66e congrès (en)  | Carl Hayden (D)              |                        | —                               | —                        | —                 | —                             | —                 | —                    | —                  | —                | —                    | —             | —                 | —             | —                | —             | —                  | —             |
| 67e congrès (en)  | Carl Hayden (D)              |                        | —                               | —                        | —                 | —                             | —                 | —                    | —                  | —                | —                    | —             | —                 | —             | —                | —             | —                  | —             |
| 68e congrès (en)  | Carl Hayden (D)              |                        | —                               | —                        | —                 | —                             | —                 | —                    | —                  | —                | —                    | —             | —                 | —             | —                | —             | —                  | —             |
| 69e congrès (en)  | Carl Hayden (D)              |                        | —                               | —                        | —                 | —                             | —                 | —                    | —                  | —                | —                    | —             | —                 | —             | —                | —             | —                  | —             |
| 70e congrès (en)  | Lewis Douglas (D)            |                        | —                               | —                        | —                 | —                             | —                 | —                    | —                  | —                | —                    | —             | —                 | —             | —                | —             | —                  | —             |
| 71e congrès (en)  | Lewis Douglas (D)            |                        | —                               | —                        | —                 | —                             | —                 | —                    | —                  | —                | —                    | —             | —                 | —             | —                | —             | —                  | —             |
| 72e congrès (en)  | Lewis Douglas (D)            |                        | —                               | —                        | —                 | —                             | —                 | —                    | —                  | —                | —                    | —             | —                 | —             | —                | —             | —                  | —             |
| 73e congrès (en)  | Isabella Selmes Greenway (D) |                        | —                               | —                        | —                 | —                             | —                 | —                    | —                  | —                | —                    | —             | —                 | —             | —                | —             | —                  | —             |
| 74e congrès (en)  | Isabella Selmes Greenway (D) |                        | —                               | —                        | —                 | —                             | —                 | —                    | —                  | —                | —                    | —             | —                 | —             | —                | —             | —                  | —             |
| 75e congrès (en)  | John R. Murdock (D)          |                        | —                               | —                        | —                 | —                             | —                 | —                    | —                  | —                | —                    | —             | —                 | —             | —                | —             | —                  | —             |
| 76e congrès (en)  | John R. Murdock (D)          |                        | —                               | —                        | —                 | —                             | —                 | —                    | —                  | —                | —                    | —             | —                 | —             | —                | —             | —                  | —             |
| 77e congrès (en)  | John R. Murdock (D)          |                        | —                               | —                        | —                 | —                             | —                 | —                    | —                  | —                | —                    | —             | —                 | —             | —                | —             | —                  | —             |
| 78e congrès (en)  | John R. Murdock (D)          | Richard F. Harless (D) |                                 | —                        | —                 | —                             | —                 | —                    | —                  | —                | —                    | —             | —                 | —             | —                | —             | —                  |               |
| 79e congrès (en)  | John R. Murdock (D)          | Richard F. Harless (D) |                                 | —                        | —                 | —                             | —                 | —                    | —                  | —                | —                    | —             | —                 | —             | —                | —             | —                  |               |
| 80e congrès (en)  | John Jacob Rhodes (R)        | Richard F. Harless (D) |                                 | —                        | —                 | —                             | —                 | —                    | —                  | —                | —                    | —             | —                 | —             | —                | —             | —                  |               |
| 81e congrès (en)  | John Jacob Rhodes (R)        | Harold A. Patten (D)   |                                 | —                        | —                 | —                             | —                 | —                    | —                  | —                | —                    | —             | —                 | —             | —                | —             | —                  |               |
| 82e congrès (en)  | John Jacob Rhodes (R)        | Harold A. Patten (D)   |                                 | —                        | —                 | —                             | —                 | —                    | —                  | —                | —                    | —             | —                 | —             | —                | —             | —                  |               |
| 83e congrès (en)  | John Jacob Rhodes (R)        | Harold A. Patten (D)   |                                 | —                        | —                 | —                             | —                 | —                    | —                  | —                | —                    | —             | —                 | —             | —                | —             | —                  |               |
| 84e congrès (en)  | John Jacob Rhodes (R)        | Stewart Lee Udall (D)  |                                 | —                        | —                 | —                             | —                 | —                    | —                  | —                | —                    | —             | —                 | —             | —                | —             | —                  |               |
| 85e congrès (en)  | John Jacob Rhodes (R)        | Stewart Lee Udall (D)  |                                 | —                        | —                 | —                             | —                 | —                    | —                  | —                | —                    | —             | —                 | —             | —                | —             | —                  |               |
| 86e congrès (en)  | John Jacob Rhodes (R)        | Stewart Lee Udall (D)  |                                 | —                        | —                 | —                             | —                 | —                    | —                  | —                | —                    | —             | —                 | —             | —                | —             | —                  |               |
| 87e congrès (en)  | John Jacob Rhodes (R)        | Stewart Lee Udall (D)  |                                 | —                        | —                 | —                             | —                 | —                    | —                  | —                | —                    | —             | —                 | —             | —                | —             | —                  |               |
| 87e congrès (en)  | John Jacob Rhodes (R)        | Mo Udall (D)           |                                 | —                        | —                 | —                             | —                 | —                    | —                  | —                | —                    | —             | —                 | —             | —                | —             | —                  |               |
| 88e congrès (en)  | John Jacob Rhodes (R)        | Mo Udall (D)           | George Frederick Senner Jr. (D) |                          | —                 | —                             | —                 | —                    | —                  | —                | —                    | —             | —                 | —             | —                | —             |                    |               |
| 89e congrès (en)  | John Jacob Rhodes (R)        | Mo Udall (D)           | George Frederick Senner Jr. (D) |                          | —                 | —                             | —                 | —                    | —                  | —                | —                    | —             | —                 | —             | —                | —             |                    |               |
| 90e congrès (en)  | John Jacob Rhodes (R)        | Mo Udall (D)           | Sam Steiger                     |                          | —                 | —                             | —                 | —                    | —                  | —                | —                    | —             | —                 | —             | —                | —             |                    |               |
| 91e congrès (en)  | John Jacob Rhodes (R)        | Mo Udall (D)           | Sam Steiger                     |                          | —                 | —                             | —                 | —                    | —                  | —                | —                    | —             | —                 | —             | —                | —             |                    |               |
| 92e congrès (en)  | John Jacob Rhodes (R)        | Mo Udall (D)           | Sam Steiger                     |                          | —                 | —                             | —                 | —                    | —                  | —                | —                    | —             | —                 | —             | —                | —             |                    |               |
| 93e congrès (en)  | John Jacob Rhodes (R)        | Mo Udall (D)           | Sam Steiger                     | John Bertrand Conlan (R) |                   | —                             | —                 | —                    | —                  | —                | —                    | —             | —                 | —             | —                |               |                    |               |
| 94e congrès (en)  | John Jacob Rhodes (R)        | Mo Udall (D)           | Sam Steiger                     | John Bertrand Conlan (R) |                   | —                             | —                 | —                    | —                  | —                | —                    | —             | —                 | —             | —                |               |                    |               |
| 95e congrès (en)  | John Jacob Rhodes (R)        | Mo Udall (D)           | Bob Stump (D puis R)            |                          | Eldon D. Rudd (R) | —                             | —                 | —                    | —                  | —                | —                    | —             | —                 | —             | —                |               |                    |               |
| 96e congrès (en)  | John Jacob Rhodes (R)        | Mo Udall (D)           | Bob Stump (D puis R)            |                          | Eldon D. Rudd (R) | —                             | —                 | —                    | —                  | —                | —                    | —             | —                 | —             | —                |               |                    |               |
| 97e congrès (en)  | John Jacob Rhodes (R)        | Mo Udall (D)           | Bob Stump (D puis R)            |                          | Eldon D. Rudd (R) | —                             | —                 | —                    | —                  | —                | —                    | —             | —                 | —             | —                |               |                    |               |
| 97e congrès (en)  | John Jacob Rhodes (R)        | Mo Udall (D)           | Bob Stump (D puis R)            |                          | Eldon D. Rudd (R) | —                             | —                 | —                    | —                  | —                | —                    | —             | —                 | —             | —                |               |                    |               |
| 98e congrès (en)  | John McCain (R)              | Mo Udall (D)           | Bob Stump (D puis R)            |                          | Eldon D. Rudd (R) | James Francis McNulty Jr. (D) |                   | —                    | —                  | —                | —                    | —             | —                 | —             | —                |               |                    |               |
| 99e congrès (en)  | John McCain (R)              | Mo Udall (D)           | Bob Stump (D puis R)            | Jim Kolbe (R)            | Eldon D. Rudd (R) |                               |                   | —                    | —                  | —                | —                    | —             | —                 | —             | —                |               |                    |               |
| 100e congrès (en) | John Jacob Rhodes III (R)    | Mo Udall (D)           | Bob Stump (D puis R)            | Jim Kolbe (R)            |                   | Jon Kyl (R)                   |                   | —                    | —                  | —                | —                    | —             | —                 | —             | —                |               |                    |               |
| 100e congrès (en) | John Jacob Rhodes III (R)    | Mo Udall (D)           | Bob Stump (D puis R)            | Jim Kolbe (R)            |                   | Jon Kyl (R)                   |                   | —                    | —                  | —                | —                    | —             | —                 | —             | —                |               |                    |               |
| 102e congrès (en) | John Jacob Rhodes III (R)    | Mo Udall (D)           | Bob Stump (D puis R)            | Jim Kolbe (R)            |                   | Jon Kyl (R)                   |                   | —                    | —                  | —                | —                    | —             | —                 | —             | —                |               |                    |               |
| 102e congrès (en) | John Jacob Rhodes III (R)    | Ed Pastor (D)          | Bob Stump (D puis R)            | Jim Kolbe (R)            |                   | Jon Kyl (R)                   |                   | —                    | —                  | —                | —                    | —             | —                 | —             | —                |               |                    |               |
| 103e congrès (en) | Sam Coppersmith (D)          | Ed Pastor (D)          | Bob Stump (D puis R)            | Jim Kolbe (R)            |                   | Jon Kyl (R)                   | Karan English (D) |                      | —                  | —                | —                    | —             | —                 | —             |                  |               |                    |               |
| 104e congrès (en) | Matt Salmon (R)              | Ed Pastor (D)          | Bob Stump (D puis R)            | Jim Kolbe (R)            |                   | John Shadegg (R)              |                   | J. D. Hayworth (R)   | —                  | —                | —                    | —             | —                 | —             |                  |               |                    |               |
| 105e congrès (en) | Matt Salmon (R)              | Ed Pastor (D)          | Bob Stump (D puis R)            | Jim Kolbe (R)            |                   | John Shadegg (R)              |                   | J. D. Hayworth (R)   | —                  | —                | —                    | —             | —                 | —             |                  |               |                    |               |
| 106e congrès (en) | Matt Salmon (R)              | Ed Pastor (D)          | Bob Stump (D puis R)            | Jim Kolbe (R)            |                   | John Shadegg (R)              |                   | J. D. Hayworth (R)   | —                  | —                | —                    | —             | —                 | —             |                  |               |                    |               |
| 107e congrès      | Jeff Flake (R)               | Ed Pastor (D)          | Bob Stump (D puis R)            | Jim Kolbe (R)            |                   | John Shadegg (R)              |                   | J. D. Hayworth (R)   | —                  | —                | —                    | —             | —                 | —             |                  |               |                    |               |
| 108e congrès      | Rick Renzi (R)               |                        | Trent Franks (R)                |                          | John Shadegg (R)  |                               | Ed Pastor (D)     |                      | J. D. Hayworth (R) |                  | Jeff Flake (R)       |               | Raúl Grijalva (D) |               | Jim Kolbe (R)    |               | —                  | —             |
| 109e congrès      | Rick Renzi (R)               |                        | Trent Franks (R)                |                          | John Shadegg (R)  |                               | Ed Pastor (D)     |                      | J. D. Hayworth (R) |                  | Jeff Flake (R)       |               | Raúl Grijalva (D) |               | Jim Kolbe (R)    |               | —                  | —             |
| 110e congrès      | Rick Renzi (R)               | Harry Mitchell (D)     | Trent Franks (R)                |                          | John Shadegg (R)  | Gabrielle Giffords (D)        | Ed Pastor (D)     |                      |                    |                  | Jeff Flake (R)       |               | Raúl Grijalva (D) |               |                  |               | —                  | —             |
| 111e congrès      | Ann Kirkpatrick (D)          | Harry Mitchell (D)     | Trent Franks (R)                |                          | John Shadegg (R)  | Gabrielle Giffords (D)        | Ed Pastor (D)     |                      |                    |                  | Jeff Flake (R)       |               | Raúl Grijalva (D) |               |                  |               | —                  | —             |
| 112e congrès      | Paul Gosar (R)               |                        | Trent Franks (R)                | Ben Quayle (R)           |                   | Gabrielle Giffords (D)        | Ed Pastor (D)     | David Schweikert (R) |                    |                  | Jeff Flake (R)       |               | Raúl Grijalva (D) |               |                  |               | —                  | —             |
| 112e congrès      | Paul Gosar (R)               | Ron Barber (D)         | Trent Franks (R)                | Ben Quayle (R)           |                   |                               | Ed Pastor (D)     | David Schweikert (R) |                    |                  | Jeff Flake (R)       |               | Raúl Grijalva (D) |               |                  |               | —                  | —             |
| 113e congrès      | Ann Kirkpatrick (D)          |                        | Ron Barber (D)                  |                          | Raúl Grijalva (D) |                               | Paul Gosar (R)    |                      | Matt Salmon (R)    |                  | David Schweikert (R) |               | Ed Pastor (D)     |               | Trent Franks (R) |               | Kyrsten Sinema (D) |               |
| 114e congrès      | Ann Kirkpatrick (D)          | Martha McSally (R)     |                                 | Ruben Gallego (D)        | Raúl Grijalva (D) |                               | Paul Gosar (R)    |                      | Matt Salmon (R)    |                  | David Schweikert (R) |               |                   |               | Trent Franks (R) |               | Kyrsten Sinema (D) |               |
| 115e congrès      | Tom O'Halleran (D)           | Martha McSally (R)     |                                 | Ruben Gallego (D)        | Raúl Grijalva (D) | Andy Biggs (R)                | Paul Gosar (R)    |                      |                    |                  | David Schweikert (R) |               |                   |               | Trent Franks (R) |               | Kyrsten Sinema (D) |               |
| 116e congrès      | Tom O'Halleran (D)           | Ann Kirkpatrick (D)    |                                 | Ruben Gallego (D)        | Raúl Grijalva (D) | Andy Biggs (R)                | Paul Gosar (R)    | Debbie Lesko (R)     |                    | Greg Stanton (D) | David Schweikert (R) |               |                   |               |                  |               |                    |               |
| 117e congrès      | Tom O'Halleran (D)           | Ann Kirkpatrick (D)    |                                 | Ruben Gallego (D)        | Raúl Grijalva (D) | Andy Biggs (R)                | Paul Gosar (R)    | Debbie Lesko (R)     |                    | Greg Stanton (D) | David Schweikert (R) |               |                   |               |                  |               |                    |               |
| 118e congrès      | David Schweikert (R)         |                        | Eli Crane (R)                   |                          | Ruben Gallego (D) | Andy Biggs (R)                |                   | Debbie Lesko (R)     | Greg Stanton (D)   |                  | Juan Ciscomani (R)   |               | Raúl Grijalva (D) |               | Paul Gosar (R)   |               |                    |               |

## Premières
- Isabella Greenway est la première femme de l'État à être élue au Congrès en 1933[1].
- Ed Pastor est le premier hispanique de l'État à être élu au Congrès en 1991[2].
- Kyrsten Sinema est la première personne ouvertement bisexuelle à être élue au Congrès en 2012[3].